# Olympische Winterspiele 1928/Militärpatrouille
Bei den II. Olympischen Winterspielen 1928 in St. Moritz fand ein Militärpatrouillenlauf statt. Da kein internationaler Verband für diesen Wettbewerb existierte, stufte ihn das Internationale Olympische Komitee IOC zum Demonstrationswettbewerb ab. Die Organisation übernahm die Militärdelegation des Schweizerischen Skiverbandes. Der Militärpatrouillen-Lauf gilt als Vorgänger heutiger Wettkämpfe im Skibergsteigen, vor allem aber auch des heutigen Biathlons, das 1960 mit einer Disziplin – dem 20-km-Einzelwettkampf – ins olympische Männerprogramm aufgenommen werden sollte.

## Medaillenspiegel
Anmerkung: Die Medaillen waren inoffiziell, die Wertung ging nicht in den offiziellen Medaillenspiegel der Spiele ein.
| Platz | Land     | Gold | Silber | Bronze | Gesamt |
| ----- | -------- | ---- | ------ | ------ | ------ |
| 1     | Norwegen | 1    | –      | –      | 1      |
| 2     | Finnland | –    | 1      | –      | 1      |
| 3     | Schweiz  | –    | –      | 1      | 1      |

## Militärpatrouillenlauf
| Platz | Land             | Sportler                                                                | Zeit (h)  |
| ----- | ---------------- | ----------------------------------------------------------------------- | --------- |
| 01    | Norwegen         | Ole Reistad Leif Skagnæs Ole Stenen Reidar Ødegaard                     | 3:50:47,0 |
| 02    | Finnland         | Eino Kuvaja Kalle Tuppurainen Esko Järvinen Veikko Ruotsalainen         | 3:54:37,0 |
| 03    | Schweiz          | Fritz Kuhn Hugo Lehner Otto Furrer Alphonse Julen                       | 3:55:04,0 |
| 04    | Italien          | Enrico Silvestri Daniele Pellissier Erminio Confortola Pietro Maquignaz | 4:07:30,0 |
| 05    | Deutsches Reich  | Franz Raithel Stefan Kistler Josef Rehm Ludwig Mayer                    | 4:15:02,5 |
| 06    | Tschechoslowakei | Otakar Německý Josef Klouček Jan Bedřich Robert Möhwald                 | 4:17:07,5 |
| 07    | Polen            | Zbigniew Wóycicki Władysław Żytkowicz Władysław Czech Tadeusz Zaydel    | 4:33:45,0 |
| 08    | Rumänien         | Ion Zǎgǎnescu Ioan Rucǎreanu Constantin Pascu Toma Calista              | 5:00:16,0 |
| 09    | Frankreich       | Marcel Pourchier Camille Mandrillon, R. Geindre G. Périer               | 5:20:26,0 |

Datum: 12. Februar 1928

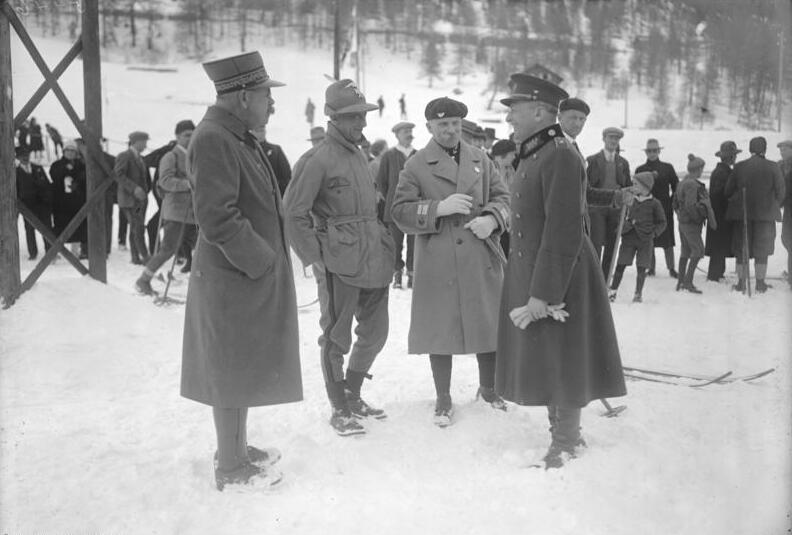
Schiedsrichter aus Frankreich, Italien, der Schweiz und Polen am Start des Militärpatrouillenlaufs

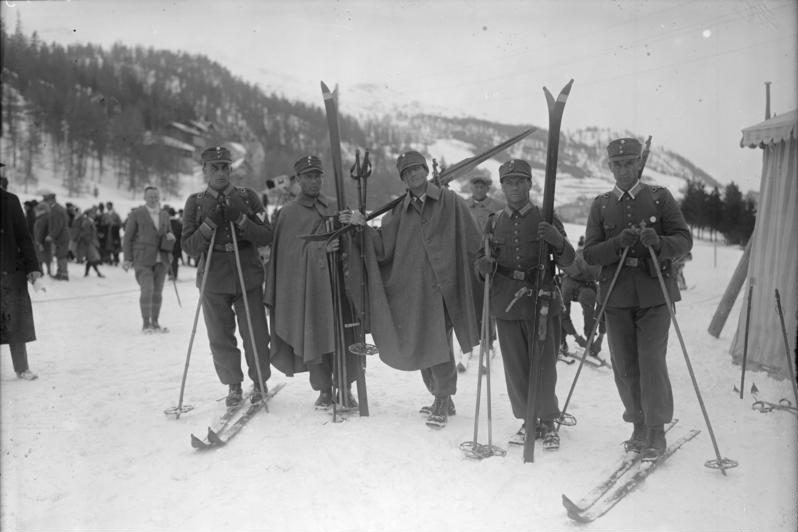
Die deutsche Mannschaft

Wegen des Schneefalls in der Vornacht begann der Wettbewerb mit 45 Minuten Verspätung. Er wurde auf einer Strecke von 28 km und 1124 Höhenmetern ausgetragen. Jede Patrouille musste aus einem Offizier (der nicht mitschießen durfte), einem Unteroffizier und zwei Soldaten bestehen. Alle Mitglieder einer Patrouille mussten das Ziel innerhalb von dreißig Sekunden passieren.